# Harald Reiner Gratz

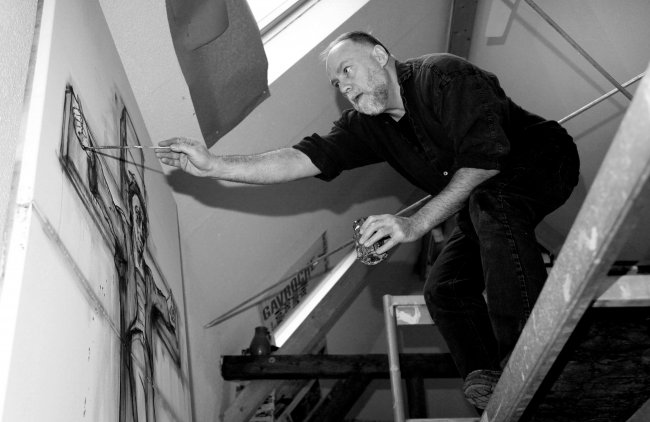
Harald Reiner Gratz

Harald Reiner Gratz (* 1962 in Schnellbach) ist ein deutscher Künstler.

## Leben
Harald Reiner Gratz wurde 1962 in Schnellbach in Thüringen geboren. 1981 legte er in Schmalkalden das Abitur ab. 1985 bis 1988 studierte er an der HfKD Burg Giebichenstein in Halle, 1989 folgte ein Studium der Freien Malerei und Grafik an der Hochschule für Bildende Künste Dresden bei den Professoren Hubertus Giebe und Werner Liebmann, welches er 1991 mit dem Diplom abschloss. 1996 war er Gastkünstler der Villa Romana in Florenz, 1997 wurde er durch das Land Thüringen für den Endausscheid des Wettbewerbs zum Preis der Villa-Massimo nominiert. Im Jahr 2000 arbeitete er im eigenen Studio in New York. 2005 wurde ein umfassendes Werkverzeichnis erstellt. 2006 gestaltete Gratz die DKB Berlin und das Werragas-Gebäude Bad Salzungen. 2007 entwarf er Kunstkonzepte für das olympische Dorf Berlin und das Kreiskrankenhaus Schmalkalden und war Kurator des Brandenburgischen Kunstsommers im Schloss und Museum Liebenberg.

## Stipendien und Preise
- 1995: Stipendium des Landes Thüringen und der Stiftung Kulturfonds E. V.: Freiraum 2000
- 1997: Katalogstipendium des Ministeriums für Wissenschaft und Kunst des Landes Thüringen
- 1997: Preisträger beim Wettbewerb „12 Künstler für Weimar 99, Kulturstadt Europas“
- 1997: Nominierung des Landes Thüringen für den Endausscheid des Villa-Massimo-Preises
- 2002: Arbeitsstipendium der Stiftung Kulturfonds Berlin[2]

## Einzelausstellungen (Auswahl)
- 1997: Die Orestie des Friedrich Hölderlin. Panorama Museum, Bad Frankenhausen
- 2000: Home of the Brave, Galerie Rothamel, Erfurt
- 2001: Home of the Brave. Vonderau Museum, Fulda
- 2002: Verwerfungen. Museum Schloss Philippsruhe, Hanau
- 2002: Verwerfungen. Museum Junge Kunst, Frankfurt/Oder
- 2002: Harald R.Gratz Bilder. Vertretung des Freistaates Thüringen, Berlin
- 2003: Verwerfungen. Stadtmuseum, Jena
- 2005: Thüringer Landesmuseum, Rudolstadt
- 2005: Arbeiten auf Papier. Künstlerhaus, Würzburg
- 2006: Kunsthalle Erfurt
- 2008: Penthesilea. Neues Museum Weimar (Katalog)
- 2009: Penthesilea. Neues Museum, Weimar
- 2009: Penthesilea. Theatermuseum Schloss Wahn, Köln
- 2009: Trojaner und andere Vorkommnisse. Galerie Rothamel, Erfurt
- 2009: Neue Bilder. Vertretung des Landes Thüringen bei der EU, Brüssel
- 2012: Spieler. Neues Museum, Weimar
- 2015: Märchen. Galerie Rothamel, Erfurt

## Ausstellungsbeteiligungen (Auswahl)
- 2006: Männerbilder 1945-2005. Museum Junge Kunst Frankfurt/Oder
- 2010: Neuerwerbungen. Kunstsammler Jena
- 2010: Neuerwerbungen. Museum Junge Kunst, Frankfurt an der Oder
- 2011: Oswald von Wolkenstein in Art. Kunstzentrum "Tubla da Nives", Wolkenstein, Italien
- 2011: Hausbesetzung. Angermuseum, Erfurt
- 2011: D 206 Sichten. Neues Museum, Weimar
- 2012: 10 Jahre Kunsthalle Arnstadt
- 2017: Der Kampf. Galerie Rothamel, Frankfurt[3]